# A csend fogságában
A csend fogságában (eredeti cím: Silent Fall) 1994-ben bemutatott amerikai lélektani filmthriller, melyet Akiva Goldsman forgatókönyvéből Bruce Beresford rendezett. A főbb szerepekben Richard Dreyfuss, Linda Hamilton, John Lithgow, J. T. Walsh és Liv Tyler látható.
Az Amerikai Egyesült Államokban 1994. október 28-án bemutatott film bevételi és kritikai szempontból is megbukott.

## Cselekmény
Timothy „Tim” Warden autista fiú, szemtanúja lesz szülei brutális meggyilkolásának. Dr. Jake Rainer korábbi gyermekpszichiátert bízzák meg azzal, hogy férkőzzön a fiú bizalmába (aki jelenleg senkivel sem kommunikál), így próbálva fényt deríteni a gyilkosság részleteire.

## Szereplők
| Szerep               | Színész            | Magyar hang      |
| -------------------- | ------------------ | ---------------- |
| Dr. Jake Rainer      | Richard Dreyfuss   | Balkay Géza      |
| Karen Rainer         | Linda Hamilton     | Szirtes Ági      |
| Dr. Rene Harlinger   | John Lithgow       | Cs. Németh Lajos |
| Sylvie Warden        | Liv Tyler          | Györgyi Anna     |
| Mitch Rivers seriff  | J. T. Walsh        | Papp János       |
| Tim Warden           | Ben Faulkner       | Molnár Levente   |
| Bear seriffhelyettes | Zahn McClarnon     | Holl Nándor      |
| törvényszéki nyomozó | Ron Tucker         |                  |
| Martha               | Catherine Shaffner | Martin Márta     |
| Carol Simmons        | Jane Beard         |                  |

## A film készítése
Akiva Goldsman írta a forgatókönyvet Indian Summer munkacímmel, amelyet a Morgan Creek Entertainment 1991 februárjában 500 ezer dollárért vásárolt meg. 1993 augusztusában hozták nyilvánosságra Richard Dreyfuss szerepeltetését a készülő filmben. 1993 szeptemberében Dreyfuss kihagyta a forgatás első napját, mivel a Fehér Házba kapott meghívást egy izraeli–palesztin megbékélést sürgető zenés eseményre.
A szerepre való felkészülése során Ben Faulkner autista gyermekeket látogatott meg az Ellicott Cityben fekvő Linwood Center nevű speciális tanintézményben.
A film jeleneteinek többségét Baltimore-ban vették fel.

## Fogadtatás

### Bevételi adatok
A 30 millió dollárból készült film az Amerikai Egyesült Államokban és Kanadában mindössze 3 180 674 dollár bevételt termelt.
A nyitó hétvégén 1251 észak-amerikai moziban tűzték műsorra, 1,5 millió dolláros bevétellel a 10. helyezést érve el a jegypénztáraknál.

### Kritikai visszhang
A film negatív kritikákat kapott: a Rotten Tomatoes-on 18 kritikus véleményének összegzése alapján 28%-os értékelésen áll.
Roger Ebert filmkritikus a maximális négyből csupán másfél csillagot adott rá, kritizálva a filmet, amiért „gyötrelmesen bonyolult cselekménnyel rendelkezik, de a rejtély megoldása végig ott volt az orrunk előtt.” Peter Rainer (Los Angeles Times) szerint „tűrhető filmthriller, első osztályú hangulattal… gyilkossági rejtélyként vázlatos és túl könnyű rájönni a megoldásra.”

## Fordítás
- Ez a szócikk részben vagy egészben  a   Silent Fall című angol Wikipédia-szócikk ezen változatának fordításán alapul.  Az eredeti cikk szerkesztőit annak laptörténete sorolja fel. Ez a jelzés csupán a megfogalmazás eredetét és a szerzői jogokat jelzi, nem szolgál a cikkben szereplő információk forrásmegjelöléseként.